# Michael Neureiter (Politiker, 1950)

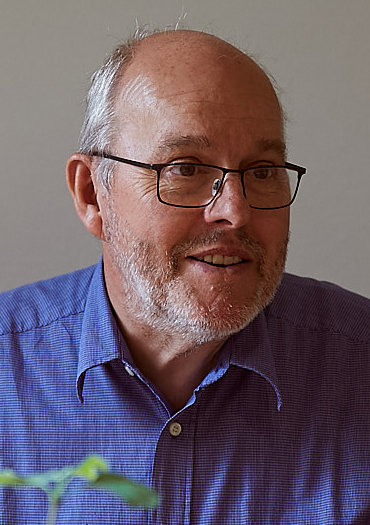
Michael Neureiter

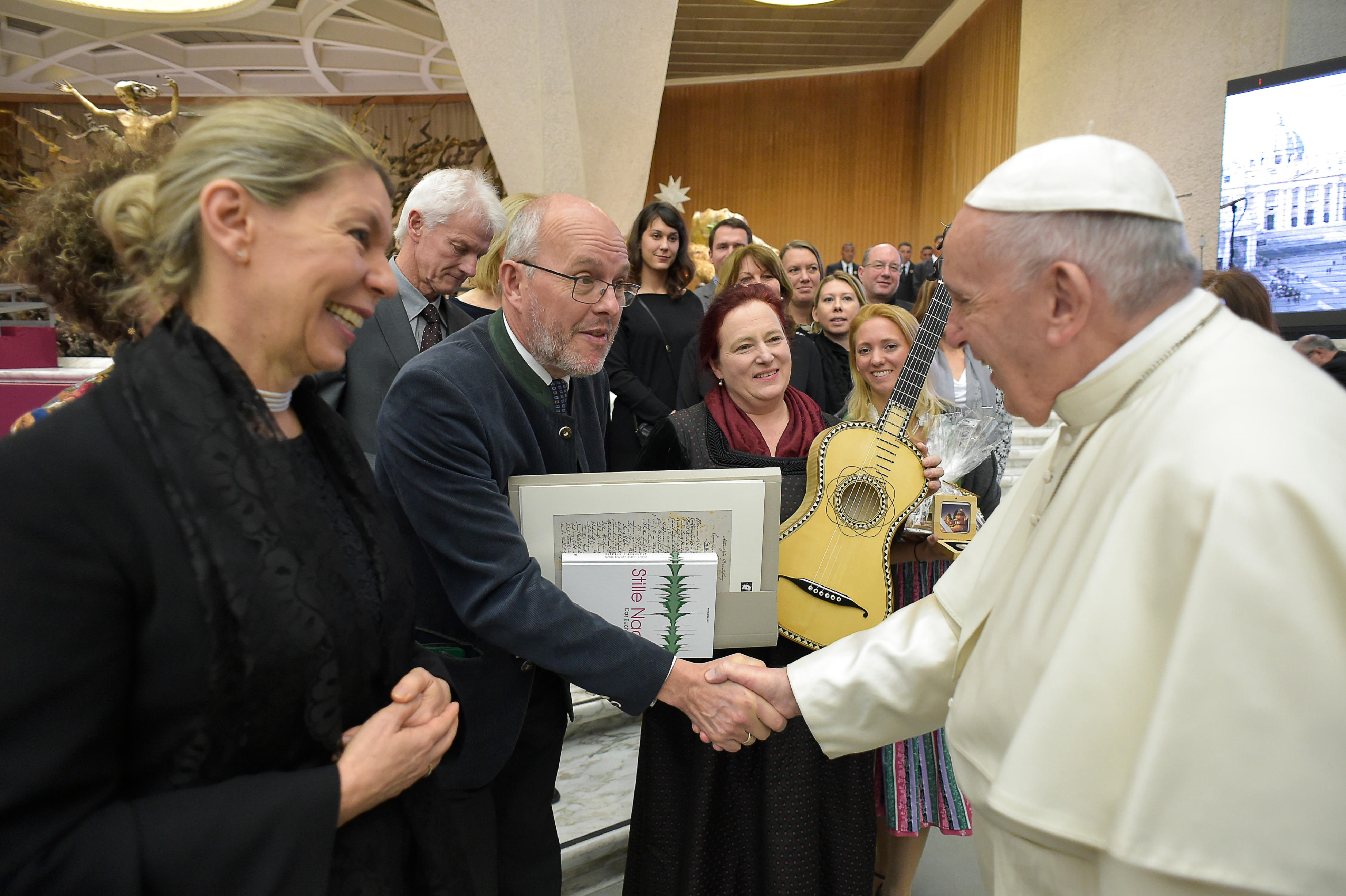
Generalaudienz bei Papst Franziskus am 12. Dezember 2018

Michael Neureiter (* 28. Mai 1950 in Hallein) ist ein ehemaliger österreichischer Politiker (ÖVP), als solcher war er u. a. Abgeordneter zum Salzburger Landtag und Salzburger Landtagspräsident.

## Ausbildung und Beruf
Neureiter besuchte von 1956 bis 1960 die Volksschule in Hallein und von 1960 bis 1968 das Bundesgymnasium Hallein. Nach der Matura leistete er 1968–1969 seinen Präsenzdienst beim Bundesheer und studierte ab 1969 Theologie und Geschichte an der Paris-Lodron-Universität Salzburg. Neureiter schloss sein Studium 1975 mit dem akademischen Grad Mag. theol. und 1976 mit dem akademischen Grad Mag. phil ab.
Zwischen 1974 und 1980 arbeitete Neureiter als Sekretär des Seelsorgeamts der Erzdiözese Salzburg und war 1980–1981 Lehrer am Akademischen Gymnasium Salzburg. Von 1981 bis 1983 bekleideter er das Amt des Studienleiters des Bildungshauses St. Virgil, von 1983 bis 2004 war er Geschäftsführer des Österreichischen Bibliothekswerks. Neureiter übernahm zwischen 1984 und 2004 das Amt des Stellvertretenden Vorsitzenden des Büchereiverbands Österreichs und ist seit 2004 Konsulent des Österreichischen Bibliothekswerks. Er ist zudem als Uhrmacher tätig.

## Politik
Neureiter trat 1976 der ÖVP bei und war 1983/84 Geschäftsführer der Zukunftsinitiative „Modell Salzburg 2000“. Er war von 1984 bis 2014 Gemeindevertreter bzw. Gemeinderat seiner Heimatgemeinde Bad Vigaun. Neureiter war Gemeindeobmann der ÖVP Bad Vigaun, die von ihm seit 1983 redigierten „Bad Vigauner Gemeindenachrichten“ sind bisher mehr als 120-mal erschienen. Parteiintern war Neureiter zwischen 1997 und 2005 Bezirksobmann der Tennengauer ÖVP und von 1997 bis 2008 Mitglied des Landespräsidiums der Salzburger Volkspartei. Zudem war Neureiter von 1985 bis 1998 Obmann des Tennengauer ÖAAB.
Zwischen 1984 und 2008 vertrat Neureiter die ÖVP im Landtag, von 1999 bis 2008 war er Klubobmann-Stellvertreter und von 2004 bis 2008 Zweiter Präsident des Salzburger Landtags. Als solcher war er im „Kongress der Gemeinden und Regionen“ des Europarates tätig. Bereichsprecher war er im ÖVP-Landtagsklub für die Themen Wohnbauförderung, Europafragen, Verfassung und Entwicklungspolitik zuständig. Nachdem Neureiter bei einer Fahrzeugkontrolle mit 1,8 Promille Blutalkoholkonzentration gestoppt worden war und am Folgetag ohne Führerschein ein Fahrzeug gelenkt hatte, trat Neureiter als Landtagspräsident und Abgeordneter zurück. Er schied mit dem 27. Mai 2008 aus seinem Amt.

## Privates
Neureiter wurde als Sohn eines Mesners und einer Hausfrau geboren und hat vier Geschwister. Er ist seit 1974 mit Franziska verheiratet und hat drei Kinder und vier Enkel. Seit 1983 lebt er in Bad Vigaun. Neureiter war Obmann der Halleiner ArbeitsInitiative (HAI), ist seit 1965 Mitglied und seit 1995 „Ehrensenior“ der katholischen österreichischen Studentenverbindung „Illyria“ Hallein im MKV sowie zudem seit 2004 Ehrenmitglied der KÖStV Rupertina Salzburg im ÖCV. Von 1995 bis 2014 war er Bezirksleiter des Salzburger Bildungswerks Tennengau, von 2001 bis 2015 Obmann des Kultur- und Museumsvereins „VICONE“ Bad Vigaun, von 2007 bis 2019 Präsident der „Stille Nacht Gesellschaft“ und nun in deren Beirat, von 2008 bis 2016 Obmann der Initiative „Neue Halleiner Stille Nacht-Orgel“ und von 2009 bis 2019 Vorsitzender der Dr. Hans Lechner-Forschungsgesellschaft und nun in deren Kuratorium.

## Auszeichnungen
- Cavaliere dell’Ordine di San Silvestro Papa (Silvesterorden) (2005)[5]
- Großes Ehrenzeichen des Landes Salzburg (2010)[6]
- Ehrenring der Gemeinde Bad Vigaun (2014)